# Kanora
Kanora település Ukrajnában, Kárpátalján, a Munkácsi járásban.

## Fekvése
Volóctól északra fekvő település.

## Nevének eredete
Nevének eredetét többféleképpen magyarázzák: Lehoczky Tivadar szerint a hasonló vízről kapta nevét, míg Pesty Frigyes kéziratban visszamaradt helynévgyüjteménye említi, hogy egy adatközlő szerint Alsóviznice falut az akkor lengyelországi, ma galiciai Kanura helységből származó jobbágyokkal népesítették be.

## Története
Kanora nevét 1611-ben említette először oklevél Kanura néven.
1630-ban Kanura, 1808-ban Kánora, 1913-ban Kanora néven írtzák.
1910-ben 647 lakosából 3 magyar, 46 német, 598 ruszin volt. Ebből 601 görögkatolikus, 46 izraelita volt.
A trianoni békeszerződés előtt Bereg vármegye Alsóvereczkei járásához tartozott.
1958-ban Kanorát közigazgatásilag Volóchoz csatolták.